# Marsdenia geminata
Marsdenia geminata är en oleanderväxtart som först beskrevs av Robert Brown, och fick sitt nu gällande namn av P.I. Forster. Marsdenia geminata ingår i släktet Marsdenia och familjen oleanderväxter. Inga underarter finns listade i Catalogue of Life.